# Stolačka tekija
Stolačka tekija, derviški hram u Stocu. Pripada nakšibendijskom tarikatu.

## Povijest
Tekija u Stocu je derviški hram u tom gradu. Ujedno je sjedište i Centra za istraživanje i unaprjeđenje duhovne i kulturne baštine u Bosni i Hercegovini (CID). Gradnja objekta je započela 2010. a završena 2015. godine. Tekija je izgrađena na riječnoj adi, oko koje protiče Bregave. Unutar svoga prostora tekija sadrži sve što sadrži grad Stolac; rijeku Bregavu, mostove na Bregavi, cvijetnjake i ružičnjake. Stolačku tekiju je dao izgraditi šejh Halil ef. Brzina.

## Vanjske povezice
- Tekija u Stocu